# Arctomecon merriamii
Арктомекон Мерріема (Arctomecon merriamii) — вид рослини родини макові.

## Назва
Названа в честь натураліста Клінтона Гарда Мерріема.
В англійській мові має назву «Білий ведмежий мак» (англ. white bearpoppy).

## Будова
Багаторічна рослина з виразними синьо-зеленими прикореневими яйцеподібними листями 25-75 см завдовжки, вкриті волосинками. На високих квітконіжках з'являються з похилених пуп'янків виразні білі чи блідо-жовті квіти із золотою серединою.  Мають 4-6 пелюстків. Плід відкритий з відкритим кінчиком, що містить небагато чорних насінин.

## Поширення та середовище існування
Зростає у пустелі Мохаве, на півдні Невади.

## Галерея

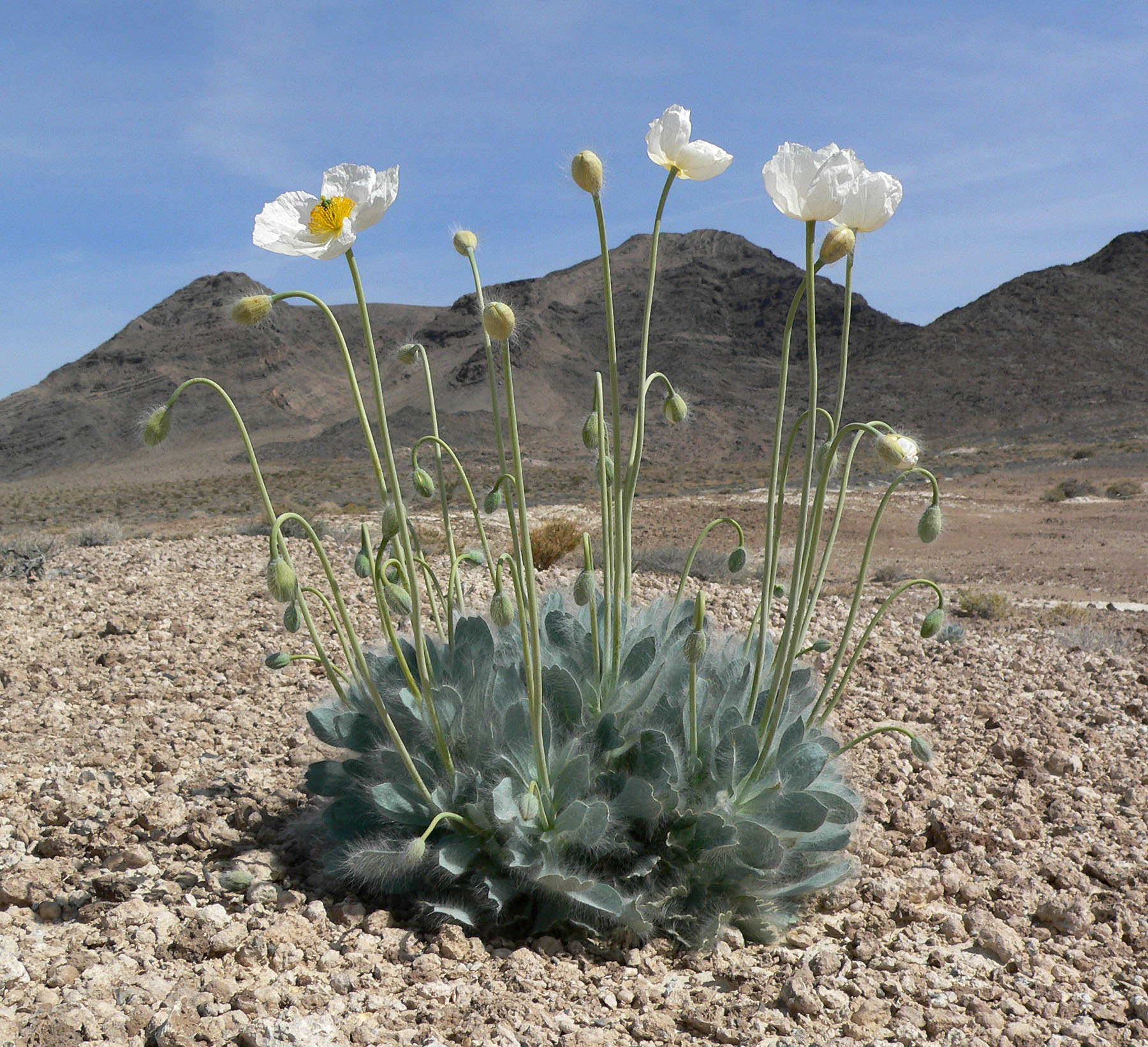
Зовнішній вид рослини
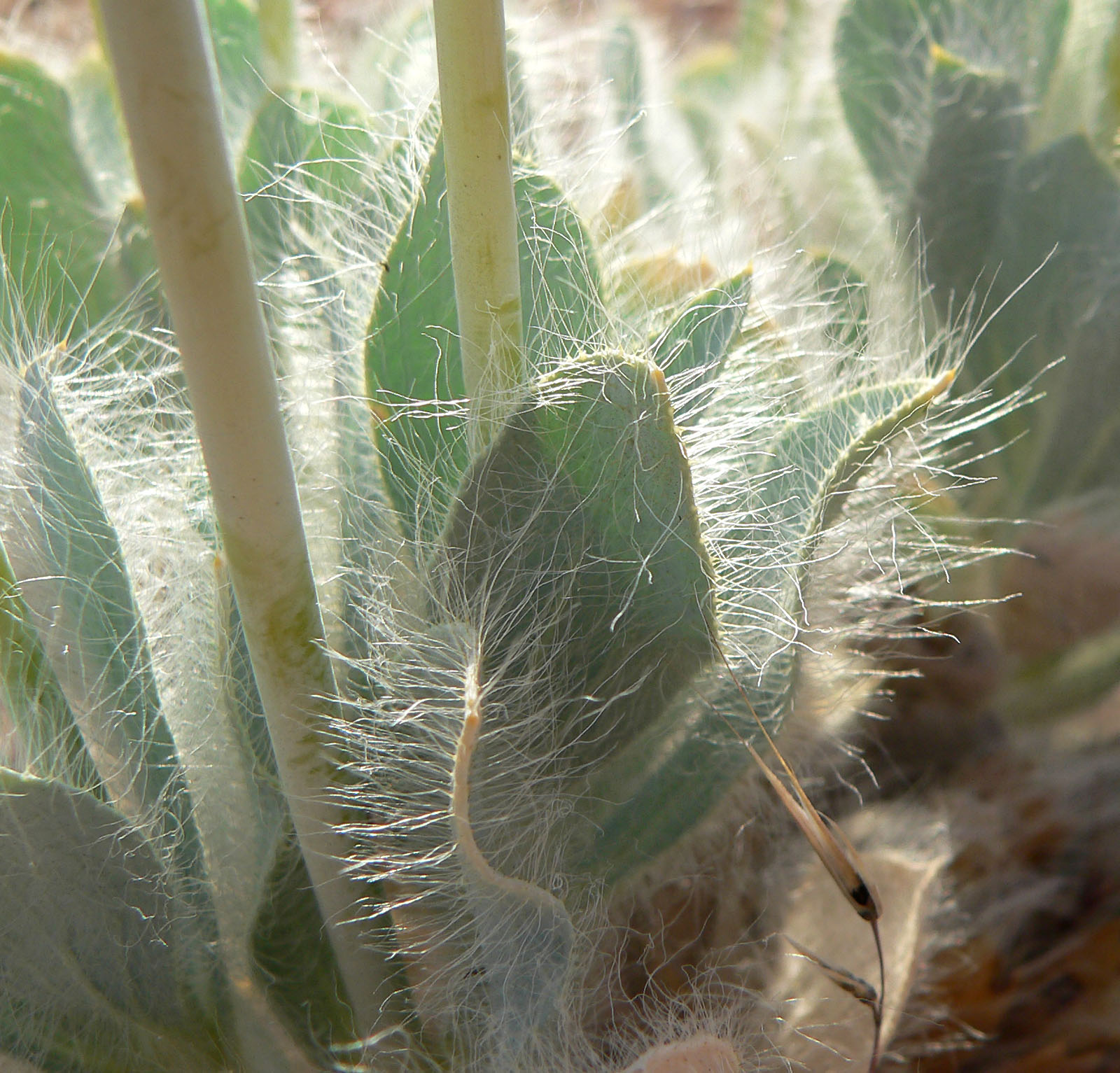
Листя
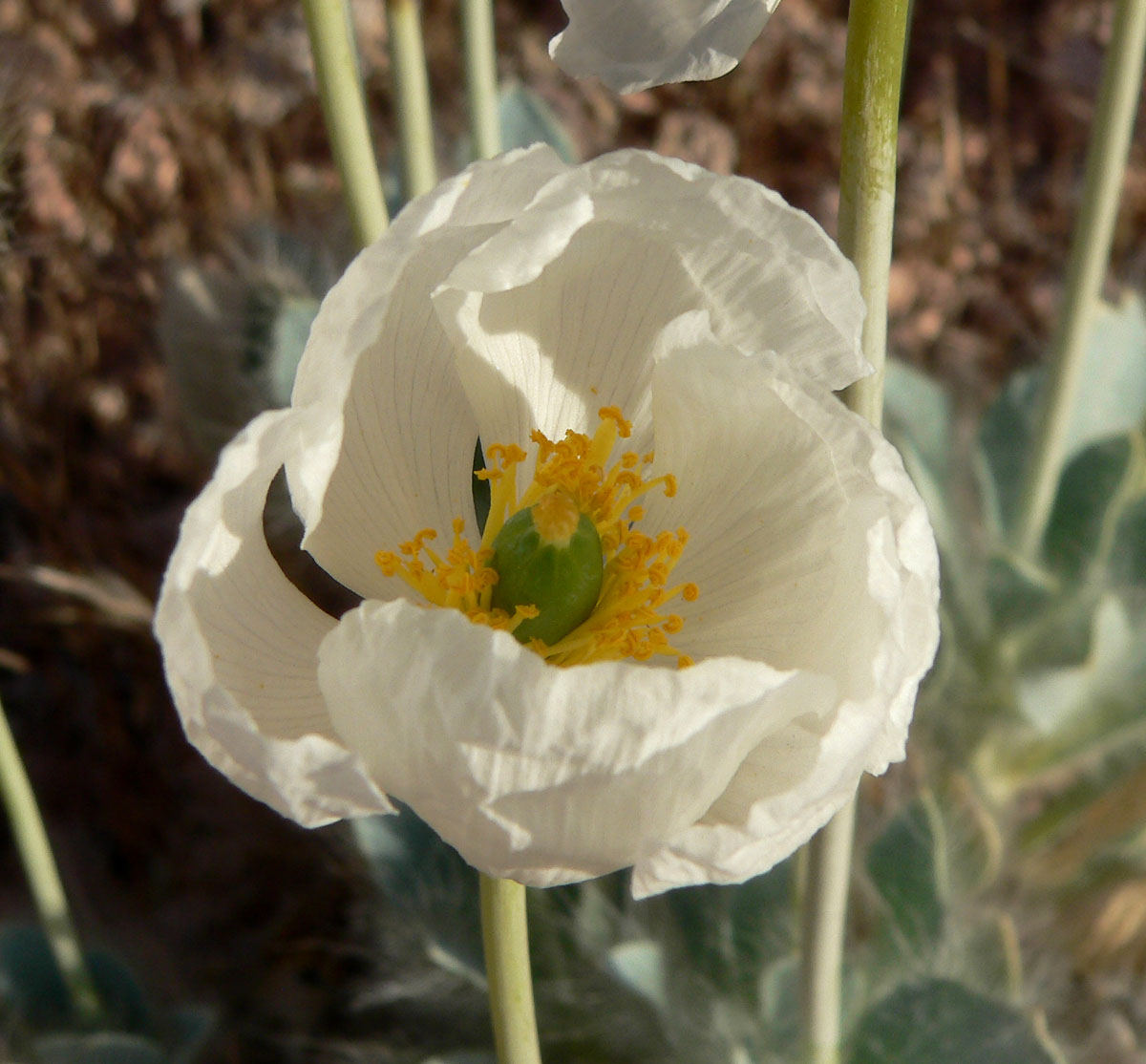
Квітка
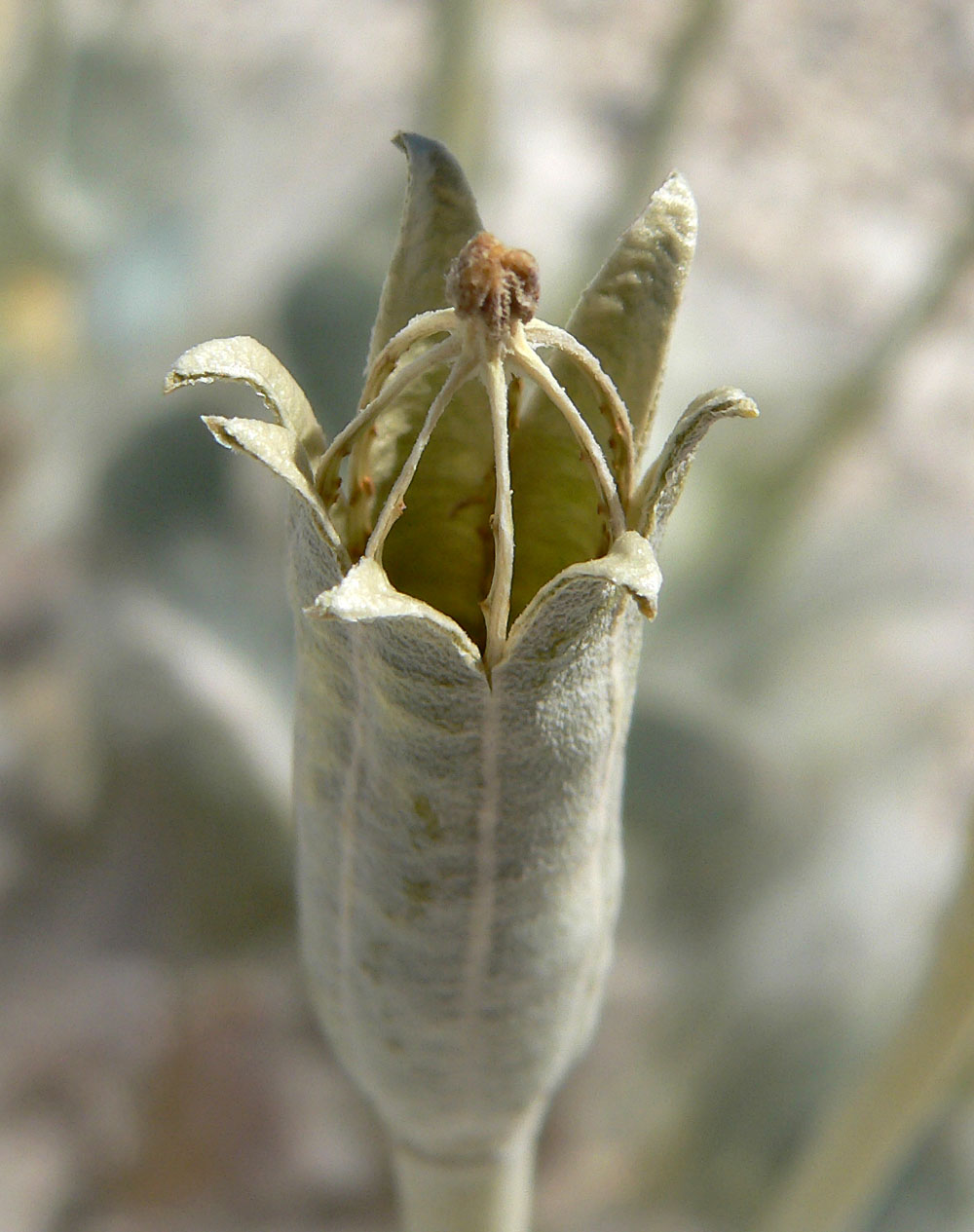
Плід
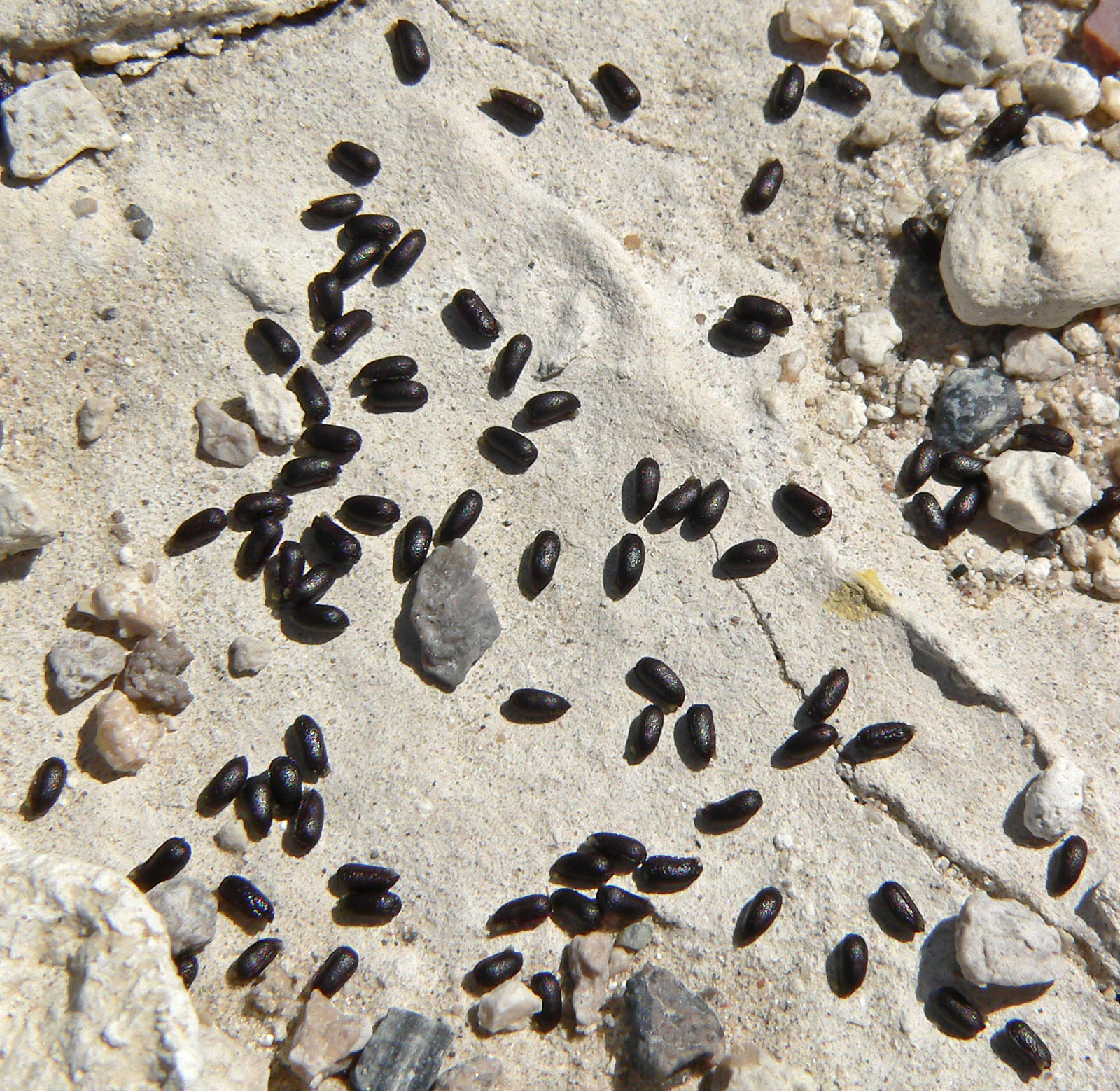
Насіння